# Chiloscyphus bartlettii
Chiloscyphus bartlettii là một loài rêu tản trong họ Lophocoleaceae. Loài này được (H.A. Mill.) J.J. Engel & R.M. Schust. miêu tả khoa học lần đầu tiên năm 1984.